# Idéologues
Idéologues denomina um grupo vagamente associado de filósofos e intelectuais influentes na França durante o momento tardio da Revolução e o princípio do século XIX, até a instauração da Monarquia de Julho. São considerados como continuadores do iluminismo, especialmente do enciclopedismo, alimentando uma próxima relação com as ciências naturais da época, como também contribuindo no desenvolvimento das ciências humanas. O grupo incluía, notadamente, o filósofo Destutt de Tracy, membro exemplar, Condorcet, um dos mestres do grupo, como também Pierre Daunou, Jean-Baptiste Say, Sieyès, Volney e Pierre-Jean-Georges Cabanis, tendo, além disso, escritores próximos como Restif de la Bretonne e Stendhal. Ainda que pouco coeso filosoficamente, o grupo é reconhecido por elaborar uma versão de utilitarismo e contribuir significativamente no desenvolvimento do liberalismo francês, além de defender um ideal anticlerical e científico.
O interesse acadêmico pelo pensamento político e filosófico dos Idéologues tem sido esporádico, refletindo mudanças de atenção de cada período. Mantiveram, no momento posterior à revolução, uma reputação significativa dentro das ciências humanas da França, que se diluiu gradativamente. Durante a Terceira República passaram à servir, brevemente, de inspiração aos intelectuais liberais. Permanecem, ainda assim, marginais ao cânone filosófico iluminista e à narrativa política da Revolução. As ideias dos Idéologues foram frequentemente enquadradas como uma forma de reducionismo e de sensualismo materialista, como também, alternativamente, enquanto um racionalismo político adepto à uma perfectibilidade humana considerada típica do iluminismo.